# زبینوهی
زبینوهی (به لاتین: Zbinohy) یک منطقهٔ مسکونی در جمهوری چک است که در شهرستان ییهلاوا واقع شده‌است. زبینوهی ۳٫۹۷ کیلومتر مربع مساحت و ۸۲ نفر جمعیت دارد و ۶۴۶ متر بالاتر از سطح دریا واقع شده‌است.